# Mooyah
Mooyah (estilizado como MOOYAH) é uma cadeia americana de restaurantes de fast casual com sede em Plano, Texas. A cadeia atingiu mais de 100 locais em 20 estados dos Estados Unidos e nove países em 2016 na América do Norte e no Oriente Médio. Eles são especializados em hambúrgueres, batatas fritas e milkshakes. Eles são conhecidos por seus hambúrgueres de carne bovina que usam carne Angus e suas batatas fritas.

## História
A Mooyah foi fundada pelos veteranos americanos Rich Hicks e Todd Istre em 2007, em Plano. Em 2013, o primeiro restaurante internacional abriu no Dubai, Emirados Árabes Unidos, e foi o 50º local a ser inaugurado. Em 2016, foi inaugurado o seu 100º restaurante em Tuscaloosa, Alabama.
Em maio de 2017, a MOOYAH foi vendida às empresas de capital privado Gala Capital Partners LLC e Balmoral Funds LLC por um montante não revelado.

## Prêmios e reconhecimento
A MOOYAH foi classificada na lista Top Movers and Shakers da Fast Casual por oito anos consecutivos desde 2009 e está classificada em 2º lugar na Melhor Empresa de Franquia de Restaurante Fast Casual no Franchiserankings.com, um site que classifica as franquias pelo seu sucesso. Em 2017, a Mooyah foi nomeada para a lista Franchise 500 da Entrepreneur, 60.ª na Best Franchises Company USA, e para a lista Franchise Times Fast & Serious que classifica as marcas de crescimento mais inteligente.